# MISIAのオールナイトニッポンGOLD
『MISIAのオールナイトニッポンGOLD』（ミーシャのオールナイトニッポンゴールド）は、ニッポン放送で2022年4月1日から2023年3月3日まで放送されたラジオ番組。

## 概要
この番組では、「金曜の夜に“会いたい人”」をゲストとして迎え、そのゲストとのトークに加え、音楽も送る。また、社会奉仕や慈善のそれぞれの活動に熱心であるMISIAとSDGsという「世界的な取り組み」を合わせた番組を目指す。

## 放送時間
- 第1金曜 22:00 - 0:00

### 単発特番
- 2009年12月25日 MISIAのオールナイトニッポンGOLD
- 2020年11月23日 MISIAのオールナイトニッポンGOLD[注 1]

## パーソナリティ
- MISIA

## ゲスト
| 日時          | ゲスト                                                                                               | 備考   |
| ------------- | --- | ------ |
| 2022年4月1日  | 清水ミチコ EXIT 藤井風                                                                               |        |
| 2022年5月6日  | - 小泉智貴 - Little Black Dress - EXILE MAKIDAI - BOBBY（J.S.B. Underground） - Rui , Yuna (iScream) |        |
| 2022年6月3日  | ジェシー（SixTONES）                                                                                 |        |
| 2022年7月1日  | 浅田美代子 ジミー大西 明石家さんま（飛び入りでの出演）                                               |        |
| 2022年10月7日 | 寺内ゆうき（ランパンプス） 井上裕介（NON STYLE） 藤本淳史                                            |        |
| 2022年12月2日 | ミキ                                                                                                 |        |
| 2023年1月6日  | すゑひろがりず トレンディエンジェル                                                                  |        |
| 2023年2月3日  | 小出恵介                                                                                             |        |
| 2023年3月3日  | 成田昭次（男闘呼組・Rockon Social Club） 岡本健一（男闘呼組・Rockon Social Club）                    | 最終回 |